# 舆地图 (朱思本绘制)
舆地图，由元朝朱思本所绘制。